# 寳金清博
寳金 清博（ほうきん きよひろ、宝金 清博、Kiyohiro Houkin、1954年9月24日 - ）は、日本の医学者。学位は医学博士（北海道大学）。専門は脳神経外科学。もやもや病研究の第一人者。北海道大学名誉教授。北海道大学総長。

## 略歴
- 1979年3月 北海道大学医学部医学科卒業
- 1979年7月 北海道大学医学部附属病院他
- 1986年11月 カリフォルニア大学デービス校客員研究員（期間：2年2ヵ月）
- 1990年7月 北海道大学医学部附属病院助手
- 1991年3月 北海道大学より医学博士取得（論文名は『実験脳梗塞の水素およびリン31の磁気共鳴spectroscopy』）
- 1992年4月 北海道大学医学部助手
- 1992年6月 北海道大学医学部附属病院講師
- 1996年11月 文部省在外研究員（スタンフォード大学・英国王立神経研究所文部省在外研究員（期間：3ヵ月）
- 2000年11月 北海道大学大学院医学研究科助教授
- 2001年11月 札幌医科大学医学部教授
- 2010年3月 北海道大学大学院医学研究科教授
- 2013年4月 北海道大学病院長・北海道大学副理事
- 2017年4月 北海道大学病院長・北海道大学副学長
- 2019年4月 北海道大学名誉教授
- 2019年4月 北海道大学病院客員教授
- 2019年9月 北海道大学大学院保健科学研究院特任教授
- 2020年10月 北海道大学総長

基礎研究では、カリフォルニア大学デービス校の中田力教授の指導の下、磁気共鳴法による脳代謝研究を行った。臨床では、脳血行再建術、もやもや病の外科治療、研究では、骨髄幹細胞を用いた再生医療を専門とする。また、日本学術会議会員として、認知症に関する提言を行っている。

## 取り組み
2020年10月、第20代北海道大学総長就任。歴代総長の中で、臨床医から総長に就任したのは初めて。『「光」は「北」から、「北」から「世界」へ』 というスローガンのもと、財務改善と研究力強化による大学改革に取り組むことを公表。
2023年7月、北海道大学の中期的ビジョン「HU VISION 2030」を公表。2030年に向けて目指すべき大学の姿として、教育・研究を原資として社会共創を生み出し、大きな社会的インパクトを生み出す新しい日本の大学モデル「Novel Japan University Model」を提唱。「HU VISION 2030」では、研究力強化を重要な課題と位置づけており、研究力から生み出される科学技術、イノベーション、そしてTop10%論文などを「卓越性　"Excellence"」と呼んでいる。また、そうした研究成果などを社会に広げ、地域課題を解決する力を「社会展開力 "Extension"」と呼び、ExcellenceとExtensionの両輪によりNovel Japan University Modelを確立し、世界共通の目標である「持続可能なWell-being社会」の実現を目指すとしている。
研究力を伸ばす要素の１つとして「他機関との連携強化」を挙げていて、メルボルン大学など戦略的国際連携パートナー大学との連携を進めるほか、北海道ユニバーシティアライアンスに参画する。
また、サステイナビリティの推進にも力を入れており、2021年にはサステイナビリティ推進機構を設置。北海道大学は、2022年、英高等教育専門誌タイムズ・ハイヤー・エデュケーション（THE）がまとめた大学のSDGsへの貢献度を示すTHEインパクトランキングにおいて日本で総合１位、世界で10位を獲得し、2019年より5年連続、日本で第１位を獲得している。
また、先端半導体分野の人材育成、先端研究、産学連携に力を入れ、2023年10月に半導体拠点形成推進本部を学内に立ち上げ、2024年1月に同分野における人材育成と研究力向上を目的に東北大学と連携協定を締結した。2024年6月には北海道千歳市に進出する半導体企業ラピダス株式会社と包括連携協定を締結、台湾の国立陽明交通大学と連携体制強化に合意した。2024年8月、米レンセラー工科大学とも半導体分野の研究や人材育成で合意書を締結。

## エピソード・発言
- 札幌医科大学の和田心臓移植事件に衝撃を受けたことが医師の道を志すきっかけである。1986年から1989年にカリフォルニア大学デービス校客員研究員を務めた際には、脳神経科学者の中田力に科学研究の基礎を叩きこまれた。
- 物理学者で東北大学総長の大野英男は北海道札幌南高等学校の同級生である[23]。高校2年生のとき同じクラスになり、隣の席から「お前、夏目漱石は読んだか」と話しかけてきた大野に対して「生意気な奴だ」という印象を抱いたという[23]。

## 受賞
- 1993年12月 - 第22回かなえ医学奨励賞
- 1999年4月 - 日本脳卒中の外科学会賞（鈴木賞）
- 2007年9月 - 北海道医師会賞・北海道知事賞
- 2013年2月 - 公益信託美原脳血管障害研究振興基金 美原賞
- 2017年10月 - 日本脳神経外科学会 斎藤眞賞
- 2018年10月 - 伊藤太郎学術賞

## 主な研究業績

### 書籍
- 『脳動脈瘤手術』（上山博康・宝金清博、南江堂、2010年）、ISBN 4524250182、ISBN 978-4524250189
- 『中大脳動脈瘤（MCA Aneurysm）のすべて:シミュレーションで経験する手術・IVR 50本のWEB動画付き』（宝金清博監修, 井川房夫・宮地茂編、メディカ出版、2014年）、ISBN 4840448957、ISBN 978-4840448956
- 『内頚動脈瘤（ICA Aneurysm）のすべて-近位部（cavernous-paraclinoid）： シミュレーションで経験する手術・IVR/92本のWEB動画付き』（宝金清博監修, 井川房夫・宮地茂編、メディカ出版、2015年）、ISBN 4840453330、ISBN 978-4840453332
- 『内頚動脈瘤（ICA Aneurysm）のすべて-遠位部（supraclinoid）： シミュレーションで経験する手術・IVR/50本のWEB動画付き』（宝金清博監修, 井川房夫・宮地茂編、メディカ出版、2015年）、ISBN 4840453349、ISBN 978-4840453349
- 『前大脳動脈瘤・椎骨脳底動脈瘤（ACA・VBA Aneurysm）のすべて: シミュレーションで経験する手術・IVR/130本のWEB動画付き』（宝金清博監修, 井川房夫・宮地茂編、メディカ出版、2016年）、ISBN 4840457875、ISBN 978-4840457873
- 『脳血行再建術』（上山博康・宝金清博、中外医学社、2016年）、ISBN 4498029518、ISBN 978-4498029514
- 『脳血管障害診療のエッセンス』（北川泰久・寺本明・磯部光章・弓倉整監修／鈴木則宏・峰松一夫・寳金清博・水間正澄編、メジカルビュー社、2017年）、ISBN 475831778X、ISBN 978-4758317788
- 『脳と頭蓋底の血管系アトラス 臨床解剖のバリエーション』（寳金清博監訳・中山若樹訳者代表、医学書院、2018年）、ISBN 426003457X、ISBN 978-4260034579（Vasculature of the Brain and Cranial Base Variations in Clinical Anatomy 2nd Editionの日本語訳）
- Mastering Intracranial Microvascular Anastomoses：Basic Techniques and Surgical Pearls (edited by Garnette Sutherland, Kiyohiro Houkin, Hiroyasu Kamiyama、メディカ出版、2017), ISBN 978-0000000002
- Cell Therapy Against Cerebral Stroke: Comprehensive Reviews for Translational Researches and Clinical Trials (edited by Houkin Kiyohiro, Abe Koji, Kuroda Satoshi、Springer 2017),ISBN 9784431560579
- Moyamoya Disease Explored Through RNF213 (edited byAkio Koizumi, Kazuhiro Nagata, Kiyohiro Houkin, Teiji Tominaga, Susumu Miyamoto, Shigeo Kure, Elizabeth Tournier-Lasserve, Springer, 2017), ISBN 978-981-10-2711-6

### 論文
- Kiyohiro Houkin, Masaki Ito, Taku Sugiyama, Hideo Shichinohe, Naoki Nakayama, Ken Kazumata, Satoshi Kuroda "Review of Past Research and Current Concepts on the Etiology of Moyamoya Disease" NEUROLOGIA MEDICO-CHIRURGICA 52(5), 267-277, 2012 doi:10.2176/nmc.52.267 PMID 22688062
- Kiyohiro Houkin, Hideo Shichinohe, Koji Abe, Teruyo Arato, Mari Dezawa, Osamu Honmou, Nobutaka Horie, Yasuo Katayama, Kohsuke Kudo, Satoshi Kuroda, Tomohiro Matsuyama, Ichiro Miyai, Izumi Nagata, Kuniyasu Niizuma, Ken Sakushima, Masanori Sasaki, Norihiro Sato, Kenji Sawanobori, Satoshi Suda, Akihiko Taguchi, Teiji Tominaga, Haruko Yamamoto, Toru Yamashita, Toshiki Yoshimine,"Accelerating Cell Therapy for Stroke in Japan: Regulatory Framework and Guidelines on Development of Cell-Based Products" Stroke 49(4), e145-e152, 2018 doi:10.1161/STROKEAHA.117.019216 PMID 29581346

## 出演

### ラジオ
- ラジオNIKKEI医学講座「もやもや病の診断と治療」（ラジオNIKKEI、2013年7月23日）[24]

### 公式動画
- 寳金清博総長 コンセプトメッセージ（北海道大学【公式】、2020年12月15日）[25]